# 민경진
민경진(閔慶珍, 1955년 5월 24일 ~ )은 대한민국의 배우이다. 1979년 연극배우로 첫 데뷔하였다.

## 학력
- 대전실업전문대학 축산학과
- 원광디지털대학교 한방건강학과 재학

## 출연작

### 영화
- 1993년 《사라는 유죄》
- 1993년 《그 섬에 가고 싶다》
- 1994년 《49일의 남자》 - 이웃집 남자 역
- 1994년 《구미호》
- 1994년 《말미잘 (엄마와 별과 말미잘)》 - 형사 역
- 1995년 《테러리스트》 - 한 경장 역
- 1995년 《헤어 드레서》 - 점집 도사 역
- 1995년 《아름다운 청년 전태일》 - 한미사 사장 역
- 1996년 《축제》 - 박 사장 역
- 1996년 《내일로 흐르는 강》 - 혜란 부 역
- 1996년 《꽃잎》 - 인부 역
- 1997년 《초록물고기》 - 지배인 역
- 1997년 《그는 나에게 지타를 아느냐고 물었다》 - 한의사 역
- 1997년 《나쁜 영화》 - 연기자 행려 역
- 1997년 《블랙잭》 - 계장 역
- 1997년 《창》
- 1997년 《스카이 닥터》 - 갈치 역
- 1998년 《8월의 크리스마스》 - 아들 역
- 1998년 《엑스트라》
- 1998년 《아름다운 시절》 - 반공연사 역
- 1999년 《이재수의 난》 - 부씨 역
- 1999년 《노랑머리》 - 산지기 역
- 2000년 《춘향뎐》 - 호방 역
- 2000년 《봉자》 - 부동산 주인 1 역
- 2000년 《불후의 명작》 - 사촌형 / 단장 역
- 2001년 《하루》 - 부산공장 공장장 역
- 2001년 《나도 아내가 있었으면 좋겠다》 - 중년 사내 역
- 2001년 《교도소 월드컵》 - 도 계장 역
- 2001년 《파이란》 - 간성소장 역
- 2002년 《스물넷》 - 월풀 빨래방 주인 역
- 2002년 《취화선》 - 장황사 주인 역
- 2002년 《공공의 적》 - 콜라텍 사장 역
- 2003년 《대한민국 헌법 제1조》 - 오종종 역
- 2003년 《써클》 - 강 수사관 역
- 2003년 《불어라 봄바람》 - 편집장 역
- 2005년 《천군》 - 사또 역
- 2006년 《괴물》 - 분향소 경비원 역
- 2006년 《천하장사 마돈나》 - 소장 역
- 2007년 《이대근, 이댁은》 - 전씨 역
- 2007년 《마을금고 연쇄습격사건》 - 조 사장 역
- 2007년 《행복》 - 트럭기사 역
- 2007년 《식객》 - 아파트 경비 역
- 2008년 《추격자》 - 반장 역
- 2008년 《경축! 우리사랑》 - 최씨 역
- 2008년 《크로싱》 - 연변 브로커 역
- 2008년 《신기전》 - 가송 역
- 2008년 《달콤한 거짓말》 - 타자 아저씨 역
- 2009년 《4교시 추리영역》 - 교장 역
- 2009년 《거북이 달린다》 - 최 서장 역
- 2009년 《마더》 - 사무장 역
- 2009년 《김씨 표류기》 - 아파트 경비 역
- 2010년 《내 깡패 같은 애인》 - 세진 부 역
- 2011년 《달빛 길어올리기》 - 오경민 역
- 2011년 《적과의 동침》 - 남 주사 역
- 2011년 《오직 그대만》 - 관리실남 역
- 2011년 《스파이 파파》 - 임방원 역
- 2011년 《캐릭터》 - 남자 아버지 / 평론가 역
- 2011년 《다슬이》 - 등대아저씨 역
- 2012년 《연가시》 - 이장 역
- 2012년 《모크샤》 - 작은 아버지 역
- 2013년 《생생활활》 - 노인 2 역
- 2013년 《캐치미》 - 전원주택 집 주인 역
- 2014년 《방황하는 칼날》 - 부검의 역
- 2014년 《나의 독재자》 - 교장 역
- 2015년 《화장》 - 비뇨기과 의사 최 선생 역
- 2015년 《함정》 - 박 경감 역
- 2016년 《봉이 김선달》 - 면포전 최가 역
- 2016년 《죽여주는 여자》 - 노인 2 역
- 2016년 《작은형》 ... 숙부 역
- 2017년 《범죄도시》 - 연길식당 사장 역
- 2017년 《돌아온다》 - 할아버지 역
- 2018년 《천사의 시간》 - 주희주치의 역
- 2018년 《그림자 먹는 개》
- 2019년 《우상》 - 목격자 노인 역
- 2019년 《비밀의 정원》 - 경비원 역
- 2019년 《왓칭》 ... 민 경사 역
- 2019년 《보희와 녹양》 - 노 교수 역
- 2019년 《천문: 하늘에 묻는다》 - 신개 역
- 2021년 《더스트맨》 - 김씨 삼촌 역
- 2022년 《안녕하세요》 - 병원 원장 역 (특별출연)
- 2023년 《그대 어이가리》 - 광재 역

### 드라마
- 1993년 KBS1 《봉이전》- 시험관 역
- 1996년 KBS1 《용의 눈물》
- 2000년 KBS1 《태조 왕건》- 종훈 역
- 2002년 KBS1 《제국의 아침》- 광종 대전내관 역
- 2007년 SBS 《연개소문》
- 2007년 SBS 《로비스트》
- 2008년 MBC 《에덴의 동쪽》
- 2010년 SBS 《자이언트》
- 2012년 tvN 《노란 복수초》
- 2013년 MBC 《구가의 서》
- 2013년 tvN 《후아유》 - 음식점 사장 역
- 2015년 SBS 《이혼변호사는 연애중》 - 반만조 역 (특별출연)
- 2015년 KBS2 《어셈블리》
- 2015년 SBS 《용팔이》
- 2016년 SBS 《리멤버 - 아들의 전쟁》
- 2017년 tvN 《그녀는 거짓말을 너무 사랑해》
- 2017년 MBC 《병원선》
- 2018년 OCN 《쇼트》
- 2018년 KBS1 《미워도 사랑해》
- 2018년 tvN 《식샤를 합시다 3》
- 2018년 JTBC 《라이프》
- 2019년 tvN 《호텔 델루나》 - 강아지 할아버지 역 (특별출연)
- 2019년 OCN 《모두의 거짓말》
- 2019년 tvN 《유령을 잡아라!》
- 2020년 JTBC 《허쉬》 - 한유석 역
- 2023년 넷플릭스 《사냥개들》 - 오인묵 역
- 2023년 ENA 《오랫동안 당신을 기다렸습니다》 - (특별출연)
- 2023년 ENA 《유괴의 날》 - 기순 역
  - 2025년 KBS1 《대운을 잡아라》https://ko.m.wikipedia.org/wiki/%EB%8C%80%EC%9A%B4%EC%9D%84_%EC%9E%A1%EC%95%84%EB%9D%BC

### CF
- 2016년 한국주택금융공사 주택연금
- 2018년 한국인삼공사 정관장

### 연극
- 《오동동》(1995년)
- 《노인과 바다》(2011년) - 노인 역[2]

### 라디오 프로그램
- 2014년 《EBS 책 읽는 라디오 낭독 시리즈》(EBS FM)

### CF
- 2016년 한국주택금융공사 주택연금
- 2018년 한국인삼공사 정관장

### 연극
- 《오동동》(1995년)
- 《노인과 바다》(2011년) - 노인 역[3]

### 라디오 프로그램
- 2014년 《EBS 책 읽는 라디오 낭독 시리즈》(EBS FM)

## 수상
- 1995년 동아연극상 연기상(연극 '오동동')[4]